# Bart van der Scheer
Bart van der Scheer (10 januari 1978) is een Nederlands voetbalscheidsrechter die voor de KNVB fluit.
Van der Scheer staat op de Masterclass (de twee-na-hoogste categorie voor scheidsrechters) van de KNVB. Hij fluit zijn wedstrijden in Jupiler League. Op vrijdag 28 maart 2008 heeft hij zijn debuut gemaakt in het betaald voetbal in de wedstrijd tussen FC Eindhoven en FC Emmen.
Tegenwoordig is hij woonachtig in Leeuwarden. Naast zijn werk als scheidsrechter is hij projectleider bij Rijkswaterstaat in Grouw.